# Robert Crumb
Pour les articles homonymes, voir Crumb.
Compléments
https://www.rcrumb.com (site officiel)
Robert Crumb est un auteur de bande dessinée, musicien et compositeur américain, né le 30 août 1943 à Philadelphie.
C'est l'une des figures de proue du comix underground d'inspiration libertaire, bande dessinée alternative plutôt destinée aux jeunes adultes qu'aux enfants, depuis la fin des années 1960 et ses premières publications dans Zap Comix.
Son œuvre dépeint une certaine nostalgie de la culture américaine du début du XXe siècle qu'il n'a pu vivre. Crumb est un collectionneur de disques 78 tours, notamment féru de blues des années 1930. Ses dessins, dans lesquels il se met régulièrement en scène, représentent une satire de la culture américaine contemporaine. Icône de la génération hippie, réputé pour son travail subversif traitant de la sexualité et du racisme, il l'est aussi pour la précision de son dessin. Son travail plus récent s'est éloigné de la perversité et la méchanceté qu'il attribue aux hommes pour se tourner vers l'adaptation minutieuse de la Genèse en bande dessinée. Fabrice Hergott fait le rapprochement entre ce travail et celui de Gustave Doré ; il compare également sa « capacité à fixer les visages et expressions [avec celle de] Toulouse-Lautrec ».
Dès 1972, à une époque où la bande dessinée était encore assez peu considérée, Crumb était décrit par l’Opus international en ces termes : « le premier dessinateur de l'underground américain est un Balzac proustien de la bande dessinée ». D'un naturel discret, il vit dans le sud de la France depuis plus de vingt ans. Avec sa compagne Aline (décédée en 2022), peintre et également dessinatrice, ils ont réalisé, à partir de 1974, des histoires à quatre mains, en associant Sophie, sa fille, à ces histoires.
Plusieurs expositions lui ont été consacrées, notamment à Angoulême en 2000, Cologne en 2004 et à Paris au musée d'Art moderne de la ville en 2012.

## Biographie

### Vie personnelle et débuts professionnels
Né à Philadelphie en 1943 de Charles Vincent Crumb, militaire, et Beatrice Loretta, femme au foyer, Robert Crumb est le troisième d'une fratrie de cinq enfants. Porté par le frère aîné Charles, Robert et ses frères et sœurs commencent à dessiner des petites histoires et à créer des personnages inspirés par l'univers Disney de Carl Barks.
Il commence sa carrière professionnelle en 1962 chez American Greetings, à Cleveland, où il réalise des cartes de vœux. En 1964, année de leur rencontre, il épouse Dana Morgan avec qui il a un fils, Jesse, en avril 1968. Débutée en 1963 et inspirée par le conte Jack et le Haricot magique, la bande dessinée Yum Yum Book est écrite en partie comme moyen de séduction et Robert offrira les planches originales à Dana. Arrivé à New York pour travailler avec Harvey Kurtzman, il propose ses premières planches qui sont publiées dans le magazine Help mais la publication est stoppée. Crumb passe ensuite brièvement chez Topps, un fabricant de chewing-gum et éditeur de cartes à collectionner. La relation avec Dana étant chaotique et influencée par la drogue que prenait le couple dès 1965 (et légale à cette époque), ils se séparent temporairement en avril 1966. Il se rend ensuite à San Francisco en 1967 où Dana le rejoint quelque temps après. Après une longue période sans vivre ensemble, ils finissent par divorcer officiellement en 1977.
Il vit depuis 1990 ou 1991 dans le sud de la France à Sauve avec sa femme Aline Kominsky-Crumb rencontrée en 1971 et épousée en janvier 1978,. Ils travaillent ensemble sur des bandes dessinées à caractère autobiographique, notamment pour The New Yorker. Crumb est parfois engagé politiquement ou économiquement, comme lorsqu'il contribue à une revue contre l'« agrobusiness » ou contre l'enfouissement des déchets dans son village.

### Carrière de dessinateur
Autodidacte, Robert Crumb est très tôt attiré par la bande dessinée. Sous l'influence de son aîné Charles, il dessine énormément et très tôt,. Avec Charles, il réalise pendant plusieurs années des comics uniquement pour eux avec des personnages animaliers, Donny Dog pour Robert et Fuzzy the Bunny pour Charles, personnage qui sera ensuite repris par Robert. En 1958, toujours avec son frère Charles, il dessine un fanzine nommé Foo qui connait trois numéros et que les deux frères vendent au porte-à-porte sans trop de succès au prix de quinze cents. En 1959, Robert commence à dessiner les aventures du chat de la famille, Fred, qui sera rebaptisé par la suite Fritz.
Quand le mouvement hippie se développe, il arrive à San Francisco et rencontre de nombreux dessinateurs comme Gilbert Shelton et Spain Rodriguez. Porté par ses premières publications dans la presse locale (Yarrowstalks, The East Village Other), il publie ses dessins dans sa revue Zap Comix en 1968,, revue vendue à l'époque vingt-cinq cents, dans un contexte très puritain forgé par des valeurs morales protestantes et un secteur de la bande dessinée sous l'égide du Comics Code Authority. Il ouvre ensuite les pages de son magazine Zap Comix à d'autres auteurs dessinateurs locaux tels que Rick Griffin, Victor Moscoso et S. Clay Wilson. Le premier numéro de Zap devait à l'origine contenir d'autres récits que ceux finalement publiés, mais la personne qui devait l'éditer quitte les États-Unis avec les planches originales avant la publication. À peu près à la période de la sortie du troisième numéro, Crumb retrouve des copies de ces premières séries et les publie dans un numéro 0 de Zap pour lequel il crée une nouvelle couverture.
En 1968, il réalise Snatch Comics, parodie de bandes dessinées pornographiques des années 1930, dont trois numéros seront publiés et qui soulèveront, par leur sexisme, une réaction de colère des mouvements féministes et d'une partie de son public féminin, dont la dessinatrice Trina Robbins.
La même année à Chicago, il sort Bijou Funnies avec Jay Lynch, Skip Williamson et Jay Kinney et commence à participer régulièrement au journal underground Yellow Dog où il propose des bandes dessinées du numéro 1 au 14 et dont il dessine les sept premières couvertures. Il rencontre également Art Spiegelman. Ses publications comme celles d'autres auteurs de la vague underground se vendent dans des magasins spécialisés dans les comics et dans des boutiques type Head shop (en) spécialisées dans les produits de hippie.
En 1969, son histoire Joe Blow traitant d'inceste fait scandale et donne lieu à des descentes de police dans les magasins commercialisant Zap Comix no 4.
Il se met beaucoup en scène dans ses planches, c'est un des pionniers de l'autobiographie en bande dessinée à l'instar de Justin Green, qui a également travaillé avec lui sur Zap Comix ; il n'hésite pas à montrer tous ses travers à travers un personnage lâche, obsédé sexuel, infidèle, dépressif ou encore égocentrique. Ses thématiques, très souvent caricaturées, sont d'une grande richesse. Il est tout d'abord le Jean-Jacques Rousseau de la bande dessinée, confessant ses inhibitions, ses fantasmes, ses difficultés relationnelles, ses frustrations, ses aigreurs ; bref, tout ce qu'il peut y avoir de minable dans la condition d'homme. Son manque de complaisance et son honnêteté sont totales et le font rejeter par un certain public qui trouve l'exposition de certaines réalités ou de certaines fantaisies bien trop obscène. Il montre, par ailleurs, son goût pour les femmes très « charpentées » contrastant fortement avec son propre physique de grand mince.

Sa misogynie revendiquée, sa pornographie complaisante et violente envers les femmes lui ont valu les critiques acerbes des artistes féminines de l'underground comme Trina Robbins. Apprenant que Robert Crumb était fait grand prix de la ville d'Angoulême (en 1999), le scénariste-dessinateur Greg s'est indigné qu'un has-been qui (pensait-il à tort) ne dessinait plus ait obtenu une distinction honorifique aussi importante : 

« Crumb, grand chantre de l'underground, était, avec Gilbert Shelton, le grand spécialiste en comic books de la piquouze hilarante, des volutes du shit, du sexe énorme et poilu, des mamelles colossales et du caca tous formats. Cela fit rire en son temps tous ceux qui voyaient là une revanche contre les parents, les flics, les maîtres, l'ordre établi, le bon goût, etc. Ce n'est pas nouveau. Seulement, il y a vingt ans que la vague est retombée. »

— La Lettre de Dargaud, 1999
Crumb livre par ailleurs un témoignage historique sur la période dite « psychédélique », sur les expérimentations de LSD, sur la libération sexuelle — qu'il n'a pu vivre lui-même qu'une fois devenu célèbre. Il devint malgré lui un des porte-paroles de la contre-culture. Ses héros les plus célèbres sont Fritz le chat (Fritz the Cat), un chat paillard, et Mr. Natural, gourou cynique. Il dessine également des pochettes de disques, dont la plus célèbre est Cheap Thrills de Big Brother and the Holding Company avec Janis Joplin en 1968.
Son style est inspiré par celui de ses prédécesseurs allant du graveur William Hogarth à Harvey Kurtzman mais aussi par les dessinateurs classiques de la bande dessinée américaine, tels que E. C. Segar, Rudolph Dirks, George Herriman, Walt Disney et Floyd Gottfredson.
De 1962 à 1967, son dessin est caractérisé par un système de hachures dérivé de celui du graveur Thomas Nast.
« Thomas Nast est l'un de mes préférés, l'une des sources principales d'inspiration visuelle pour mes dessins, et ce depuis mon adolescence. [...] Vous feuilletez ces vieux Harper's Weekly, ou n'importe quel autre de ces magazines du XIXe siècle qui regorgent de gravures, et les siennes sont de loin les plus fortes. »
Il passe ensuite jusqu'en 1972 à une période dite big foot en référence aux grands pieds dont il affublait ses personnages et souvent réalisés sous l'emprise du LSD. Après avoir arrêté la drogue, il adopte un style plus posé inspiré des gravures de James Gillray pour ce qui concerne les ombres et volumes.
Son œuvre est parcourue par une grande nostalgie : dans le changement, il ne voit que ce qui se perd et tente par le dessin de témoigner de son pays, du blues des années 1930, des changements vestimentaires, etc.
En 1972, Ralph Bakshi fait une adaptation de Fritz le chat en dessin animé, un des premiers dessins animés pour adulte. C'est Dana, son épouse, qui a signé le contrat autorisant cette adaptation. Crumb a toujours considéré le résultat comme un ratage et ne veut pas y être associé, c'est d'ailleurs après la sortie du dessin animé qu'il décide de faire assassiner son héros Fritz par une autruche, avec un pic à glace.
En 1975, il participe à la revue Arcade avec Art Spiegelman. Crumb gagne un procès relatif à son droit d'auteur notamment pour l'utilisation abusive de ses dessins dont Keep on truckin'... avant qu'une décision judiciaire déclare en 1975 ce même dessin comme appartenant au domaine public. Cela prive Crumb d'une partie de ses revenus et lui vaut des pénalités concernant ses impôts.
En 1980, il crée la revue Weirdo (littéralement cinglé), qui rassemble des dessinateurs de l'underground et des dessinateurs plus récents. En 1993, il fait paraître Kafka for beginners à partir d'une biographie écrite par David Mairowitz,. Il ne touche pas un cent pour le dessin animé de Fritz le chat et refuse en 1969 de dessiner une pochette pour les Rolling Stones car il n'aime pas leur musique.
Il s'associe avec Harvey Pekar, un ami rencontré à Cleveland et collectionneur de disques comme lui, illustrant quelques-uns des scénarios de la série American Splendor.
Les premières publications de son travail en France sont dues au quotidien Action, journal soixante-huitard puis dans la revue Actuel dont il fait la couverture du premier numéro sous l'impulsion de Jean-François Bizot.
En 1994, le cinéaste Terry Zwigoff a tourné Crumb, un film documentaire consacré à la carrière de Robert Crumb, à sa vie et à sa famille.
En 2009, il sort une adaptation de la Genèse en bande dessinée, chez Denoël Graphic en France, fruit de quatre années de travail et qui sera vendu à 25 000 exemplaires. Dans le monde, les ventes atteignent les 200 000 exemplaires. Paradoxalement cet auteur rebelle et contestataire à ses débuts est dorénavant considéré comme un « auteur classique » exposé dans les grandes galeries et les musées.

### Carrière de musicien
Collectionneur de disques 78 tours, il se passionne particulièrement pour le blues, le jazz, la country et l’Old-time music, ainsi que pour le bal musette parisien des années 1920 et 1930, dont il est l'un des plus fins connaisseurs.
Vers 1975, il forme l'orchestre des Cheap Suit Serenaders, jouant du banjo ou de la guitare dans un style légèrement volontairement désaccordé de chacun des instruments, une amusante et originale petite pointe rétro dans un style typique Cow-boy Western du Texas, teintée d'humour d'une manière s'apparentant à une musique de divertissement, pratiquement unique en son genre, et semblable aux musiques blue-grass / old-time gravées sur les 78 tours des années 1900 à 1930 (mais cette fois enregistrées en qualité haute-fidélité stéréo).
Il enregistrera trois 33 tours de cet ensemble de 6 musiciens, dont plusieurs morceaux sont de sa composition, avec Robert Armstrong (voix, guitare), Bob Brozman (voix, guitare hawaïenne, ukulele), Al (Allan) Dodge (voix, mandoline américaine), Terry Zwigoff (scie musicale, violoncelle, violon fiddle et mandoline) et Tony Marcus (voix, guitare et violon).
Il réalise la pochette de nombreux disques, notamment ceux des Primitifs du futur en 1990, groupe du guitariste Dominique Cravic, qui alterne également avec fantaisie le style typique musette des années 1930 avec le swing jazz manouche, dans lequel il joue occasionnellement du banjo et de la mandoline, et avec qui il enregistrera quatre disques, accompagné également de Daniel Colin à l'accordéon, Daniel Huck au saxophone et Jean-Michel Davis au xylophone (qui dirigera en 2009 l'ensemble "Novelty Fox" orienté sur la musique de genre)
En 2009, il réalise le dessin de couverture et l'habillage graphique du coffret de dix CD France, une anthologie des musiques traditionnelles, produit par Guillaume Veillet et sorti chez Frémeaux & Associés (Grand Prix International du Disque de l’Académie Charles-Cros).

## Expositions
De nombreuses expositions ont été consacrées à l'artiste, toutes ne sont pas citées ici. En 1992, l'exposition Le monde selon Crumb est présentée en France, puis en Allemagne et en Finlande. Étant président du Festival international de la bande dessinée d'Angoulême en 2000, une exposition Qui a peur de Robert Crumb ? lui est consacrée. Dans les années 2000, Crumb rejoint la galerie d'art contemporain David Zwirner ce qui lui donne plus de visibilité par les musées.
En 2001, pendant six mois, une grande exposition du Musée de l’érotisme de Paris présente The Sex Obsession of R. Crumb : 200 planches et dessins uniquement consacrés à l'un de ses sujets majeurs. La même année il est également exposé  au Stedelijk Museum Amsterdam.
Son travail est exposé en 2004 à Cologne au musée Ludwig sous le titre Robert Crumb: Yeah, but Is It Art?. En 2012, le musée d'Art moderne de Paris lui consacre une rétrospective, « De l'Underground à la Genèse », du 13 avril au 19 août.

## Œuvres publiées

### Bande dessinée (en français)

#### Albums
- Head comix, Actuel, 1971
- Fritz le Chat, Actuel, 1972
- Les Horribles Obsessions de Robert Crumb, Actuel, 1974
- Orejona, Kesselring, 1974
- Crumbland et autres pécadilles[n 2], Kesselring, 1975
- Mr. Natural, Éditions du Fromage
  1. La Fin tragique de Mr. Natural, coll. « L'Écho des savanes », 1977
  2. Mr. Natural, 1978
- Snatch Comics, Futuropolis, 1979[29]
- Big Yum Yum, Dargaud, coll. « Pilote » no 26, 1980
- Histoires de Mr. Snoïd, Artefact, 1981
- Crumb, Futuropolis, coll. « 30/40 », 1982
- Mes femmes, Albin Michel, 1989
- Belle d’un jour, Albin Michel, coll. « L'Écho des savanes », 1990
- Intégrale Fritz the cat tome 1, Anthracite, 1995
- Kafka, avec David Zane Mairowitz (scénario), Actes Sud, 1996
- Mister Nostalgia, Cornélius, coll. « Solange », 1998[30]
- Mystic Funnies, Éditions du Zébu, coll. « Psikopat » :

1. Tome 1, 1999[31]
2. Tome 2, 1999

- Sans issue, Cornélius, coll. « Solange », 2000[32]
- Snoid, Cornélius, coll. « Solange », 2001[33]
- Fuzzy le lapin et ses copains, Cornélius, coll. « Solange », 2002
- Amerika, Cornélius, coll. « Solange », 2004
- Snatch comics, Cornélius, coll. « Raoul », 2005
- BD Blues t. 2 : Charley Patton, Nocturne, 2004
- Yum Yum Book, Denoël Graphic, 2005
- Mes problèmes avec les femmes, Cornélius, coll. « Solange », 2007
- Les Aventures de R.Crumb, Cornélius, coll. « Solange », 2009
- La Genèse, Denoël Graphic, 2009
- Anthologie American Splendor volume 1, Çà et là, 2009
- Harv & Bob, Cornélius, coll. « Solange », 2010
- Mister sixties, Cornélius, coll. « Solange », 2011
- Nausea, Cornélius, coll. « Solange », 2011
- Parle-moi d’amour, avec Aline Kominsky-Crumb, Denoël Graphic, 2011
- Fritz the cat (intégrale), Cornélius, coll. « Solange », 2013
- Mr. Natural, Cornélius, coll. « Solange », 2015
- Le Retour de Mr. Natural, Cornélius, coll. « Solange », 2015

#### Revues
- Publications dans Actuel au début des années 1970.
- Big Yum Yum, dans Pilote Mensuel, 1975.
- Mr Natural, dans L'Écho des savanes, 1976-1977.
- Histoires courtes, dans L'Écho des savanes, 1977-1979, 1982.
- Belles de jour, dans L'Écho des savanes, 1988-1990.
- Mr Approprié, dans Bananas, 1995.
- Les aventures d'Aline et Bob, dans Causette, 2011.

### Bande dessinée (en anglais)
Depuis 1987, Fantagraphics a entamé une réédition intégrale chronologique de toutes les œuvres de Robert Crumb, The Complete Crumb Comics. Pour l'instant, 17 volumes ont paru, couvrant les productions de Crumb de la fin des années 1950 à la fin des années 1980.

### Illustration
- Sketchbook reports, Cornélius, coll. « Blaise », 1999[32]
- Miettes, Le Seuil, 2001
- Héros du blues, du jazz et de la country, La Martinière, 2008
- Waiting for Food. Restaurant Placemat Drawings (4 volumes), Oog & Blik, 1995-2008

## Distinctions
- 1969 :  Avis de mérite du salon international des bandes dessinées de Lucques
- 1970 :  Prix Adamson du meilleur auteur international pour l'ensemble de son œuvre
- 1989 : prix Inkpot
- 1991 : Temple de la renommée Will Eisner
- 1998 :  prix Max et Moritz exceptionnel pour une œuvre remarquable
- 1999 :  Grand Prix d'Angoulême[27]
- 2010 :
  - Prix Harvey du meilleur dessinateur pour La Genèse
  -  Prix Haxtur du meilleur dessin pour La Genèse et Kafka